# (13684) Borbona
(13684) Borbona est un astéroïde de la ceinture principale.

## Description
(13684) Borbona est un astéroïde de la ceinture principale. Il fut découvert le 27 août 1997 à Colleverde par Vincenzo Silvano Casulli. Il présente une orbite caractérisée par un demi-grand axe de 3,18 UA, une excentricité de 0,09 et une inclinaison de 16,8° par rapport à l'écliptique.

## Compléments